# Матчи сборной Москвы по футболу (1914)
Сезон 1914 года стал 8-м в истории сборной Москвы по футболу.
В нем сборная провела 12 официальных матчей — 8 международных и 4 внутренних междугородних, а также 8 неофициальных матчей (в том числе один международный).

## Классификация матчей
По установившейся в отечественной футбольной истории традиции официальными принято считать матчи первой сборной с эквивалентным по статусу соперником (сборные городов, а также регионов и республик); матчи с клубами Москвы и других городов составляют отдельную категорию матчей.
Международные матчи также разделяются на две категории: матчи с соперниками топ-уровня (в составах которых выступали футболисты, входящие в национальные сборные либо выступающие в чемпионатах (лигах) высшего соревновательного уровня своих стран — как профессионалы, так и любители) и (начиная с 1920-х годов) международные матчи с так называемыми «рабочими» командами (состоявшими, как правило, из любителей невысокого уровня).

## Статистика сезона
| 1914           |                                      |     |
| Н (1)          | Москва — Москва (II)                 | 1:3 |
| Н (2)          | Москва — Москва (II)                 | 3:1 |
| Н (3)          | Москва (студ) — «Оксфорд Юниверсити» | 0:7 |
| МН 13          | Москва — «Оксфорд Юниверсити»        | 1:2 |
| МН 14          | Москва — «Оксфорд Юниверсити»        | 0:1 |
| МГ 8           | Москва — Рига                        | 4:1 |
| МГ 9           | Москва — Рига                        | 4:1 |
| МН 15          | Москва — «Хольштайн» Киль            | 0:7 |
| МН 16          | Москва — «Хельсингборг»              | 1:8 |
| МН 17          | Москва — Швеция                      | 2:2 |
| МН 18          | Москва — АИК Сольна                  | 0:7 |
| МН 19          | Москва — Норвегия                    | 1:2 |
| МН 20          | Москва — Норвегия                    | 1:1 |
| МГ 10          | Москва — Рига                        | 5:0 |
| МГ 11          | Москва — Ревель                      | 5:2 |
| Н (4)          | Москва — Москва (класс «Б»)          | 3:3 |
| Н (5)          | Москва — Москва (англ)               | 2:3 |
| Н (6)          | Москва — Орехово-Зуево               | 7:1 |
| Н (7)          | Москва — Орехово-Зуево               | 2:2 |
| Н (8)          | Москва — «Замоскворецкий» КС         | 2:3 |
| Итого          |                                      |     |
| И В Н П М      |                                      |     |
| 12 4 2 6 24−34 |                                      |     |
| 8 2 4 20−23    |                                      |     |

## Официальные матчи

### 25. Москва — «Оксфорд Юниверсити» — 1:2
Международный товарищеский матч 13 (отчет )

| Москва         | 1:2 | «Оксфорд Юниверсити»      |
| -------------- | --- | ------------------------- |
| - Денисов 1:1′ |     | - 0:1′ Брулл - 86′ Бетман |

| Игрок             | Клуб                |                                 | Вышел на замену | Гол  |
| ----------------- | ------------------- | ------------------------------- | --------------- | ---- |
| Шашин, Н. «Свифт» | «Сокольнический» КЛ | Серебряный гол · Серебряный гол | 1               | (-2) |
|                   |                     |                                 |                 |      |
| Тяпкин, Аркадий   | «Сокольнический» КЛ |                                 | 1               |      |
| Воронцов, Иван    | «Новогиреево»       |                                 | 4               |      |
|                   |                     |                                 |                 |      |
| Попович, Борис    | «Сокольнический» КЛ |                                 | 1               |      |
| Лаш, Владимир     | «Унион»             |                                 | 1               |      |
| Романов, Михаил   | «Замоскворецкий» КС |                                 | 1               |      |
|                   |                     |                                 |                 |      |
| Денисов, Николай  | КФ «Сокольники»     | Гол                             | 3               | 1    |
| Петров, Александр | КФ «Сокольники»     |                                 | 1               |      |
| Никитин, Николай  | «Замоскворецкий» КС |                                 | 1               |      |
| Житарев, Василий  | «Замоскворецкий» КС |                                 | 8               | 5    |
| Романов, Сергей   | «Замоскворецкий» КС |                                 | 3               |      |
| Тренер            |                     |                                 |                 |      |
| Гаскелл, Артур    |                     |                                 | 4               |      |

| «Оксфорд Юниверсити» |     |
| -------------------- | --- |
| В.Уильямс            |     |
|                      |     |
| Т.Дэвис              |     |
| Х.Харрис             |     |
|                      |     |
| Гоппер               |     |
| Фарро                |     |
| Локтон               |     |
|                      |     |
| Бетман               | Гол |
| Брулл                | Гол |
| С.Смит               |     |
| Г.Инс                |     |
| С.Джонс              |     |

### 26. Москва — «Оксфорд Юниверсити» — 0:1
Международный товарищеский матч 14 (отчет )

| Москва | 0:1 | «Оксфорд Юниверсити» |
| ------ | --- | -------------------- |
|        |     | - 13′ Г.Инс          |

| Игрок               | Клуб                |                | Вышел на замену | Гол  |
| ------------------- | ------------------- | -------------- | --------------- | ---- |
| Мартынов, Александр | «Новогиреево»       | Серебряный гол | 2               | (-1) |
|                     |                     |                |                 |      |
| Джонс, Томас        | «Британский» КС     |                | 8               | 2    |
| Воронцов, Иван      | «Новогиреево»       |                | 5               |      |
|                     |                     |                |                 |      |
| Акимов, Андрей      | КС «Орехово»        |                | 13              | 1    |
| Воздвиженский, Иван | «Замоскворецкий» КС |                | 6               |      |
| Романов, Михаил     | «Замоскворецкий» КС |                | 2               |      |
|                     |                     |                |                 |      |
| Голубков, А.        | КС «Орехово»        |                | 1               |      |
| Кротов, Александр   | КС «Орехово»        |                | 1               |      |
| МкДональд, К.       | КС «Орехово»        |                | 1               |      |
| Житарев, Василий    | «Замоскворецкий» КС |                | 9               | 5    |
| Романов, Сергей     | «Замоскворецкий» КС |                | 4               |      |
| Тренер              |                     |                |                 |      |
| Гаскелл, Артур      |                     |                | 5               |      |

| «Оксфорд Юниверсити» |     |
| -------------------- | --- |
| В.Уильямс            |     |
|                      |     |
| Менард               |     |
| Т.Дэвис              |     |
|                      |     |
| Барро                |     |
| Фарро                |     |
| Гоппер               |     |
|                      |     |
| Брулл                |     |
| Бетман               |     |
| Г.Инс                | Гол |
| Локтон               |     |
| С.Джонс              |     |

|  |  |  |

### 27. Москва — Рига — 4:1
Междугородний товарищеский матч 8 (отчет )

| Москва                                                  | 4:1 | Рига   |
| ------------------------------------------------------- | --- | ------ |
| - Петров 1:0′ - С.Романов 2:0′ - 3:1′ (авт.) - Лаш 4:1′ |     | - 2:1′ |

| Игрок               | Клуб                |                | Вышел на замену | Гол  |
| ------------------- | ------------------- | -------------- | --------------- | ---- |
| Мартынов, Александр | «Новогиреево»       | Серебряный гол | 3               | (-2) |
|                     |                     |                |                 |      |
| Тяпкин, Аркадий     | «Сокольнический» КЛ |                | 2               |      |
| Воронцов, Иван      | «Новогиреево»       |                | 6               |      |
|                     |                     |                |                 |      |
| Попович, Борис      | «Сокольнический» КЛ |                | 2               |      |
| Лаш, Владимир       | «Унион»             | Гол            | 2               | 1    |
| Романов, Михаил     | «Замоскворецкий» КС |                | 3               |      |
|                     |                     |                |                 |      |
| Денисов, Николай    | КФ «Сокольники»     |                | 4               | 1    |
| Петров, Александр   | КФ «Сокольники»     | Гол            | 2               | 1    |
| Никитин, Николай    | «Замоскворецкий» КС |                | 2               |      |
| Житарев, Василий    | «Замоскворецкий» КС |                | 10              | 5    |
| Романов, Сергей     | «Замоскворецкий» КС | Гол            | 5               | 1    |
| Тренер              |                     |                |                 |      |
| Гаскелл, Артур      |                     |                | 6               |      |

| Рига       |  |
| ---------- |  |
| Яковкин    |  |
|            |  |
| Тэйлор     |  |
| Ардисон    |  |
|            |  |
| Тейле      |  |
| Т.Холл     |  |
| Уэбстер-I  |  |
|            |  |
| Плаутц     |  |
| Теншелл    |  |
| Херстэм    |  |
| Рем        |  |
| Уэбстер-II |  |

### 28. Москва — Рига — 4:1
Междугородний товарищеский матч 9 (отчет )

| Москва                                             | 4:1 | Рига   |
| -------------------------------------------------- | --- | ------ |
| - А.Троицкий 25′ 2:1′ - Никитин 3:1′ - Петров 4:1′ |     | - 0:1′ |

| Игрок             | Клуб                |                | Вышел на замену | Гол   |
| ----------------- | ------------------- | -------------- | --------------- | ----- |
| Матрин, Дмитрий   | «Унион»             | Серебряный гол | 7               | (-14) |
|                   |                     |                |                 |       |
| Джонс, Томас      | «Британский» КС     |                | 9               | 2     |
| Воронцов, Иван    | «Новогиреево»       |                | 7               |       |
|                   |                     |                |                 |       |
| Попович, Борис    | «Сокольнический» КЛ |                | 3               |       |
| Лаш, Владимир     | «Унион»             |                | 3               | 1     |
| Романов, Михаил   | «Замоскворецкий» КС |                | 4               |       |
|                   |                     |                |                 |       |
| Денисов, Николай  | КФ «Сокольники»     |                | 5               | 1     |
| Петров, Александр | КФ «Сокольники»     | Гол            | 3               | 2     |
| Никитин, Николай  | «Замоскворецкий» КС | Гол            | 3               | 1     |
| Троицкий, Алексей | «Унион»             | Гол · Гол      | 3               | 2     |
| Романов, Сергей   | «Замоскворецкий» КС |                | 6               | 1     |
| Тренер            |                     |                |                 |       |
| Гаскелл, Артур    |                     |                | 7               |       |

| Рига       |  |
| ---------- |  |
| Яковкин    |  |
|            |  |
| Тэйлор     |  |
| Ардисон    |  |
|            |  |
| Тейле      |  |
| Т.Холл     |  |
| Филдинг    |  |
|            |  |
| Плаутц     |  |
| Рем        |  |
| Херстэм    |  |
| Уэбстер-I  |  |
| Уэбстер-II |  |

|  |  |

### 29. Москва — «Хольштайн» Киль — 0:7
Матч футбольного турнира Балтийских игр 1914 — международный матч 15 (отчет )

| Москва | 0:7 | «Хольштайн» Киль                                               |
| ------ | --- | -------------------------------------------------------------- |
|        |     | - 8′ 0:4′ 0:5′ Э.Мёллер - 0:2′ Д.Биндер - 0:3′ 0:6′ 0:7′ Цинке |

| Игрок               | Клуб                |             | Вышел на замену | Гол  |
| ------------------- | ------------------- | ----------- | --------------- | ---- |
| Мартынов, Александр | «Новогиреево»       | х 7         | 4               | (-9) |
|                     |                     |             |                 |      |
| Тяпкин, Аркадий     | «Сокольнический» КЛ | Травмирован | 3               |      |
| Воронцов, Иван      | «Новогиреево»       |             | 8               |      |
|                     |                     |             |                 |      |
| Попович, Борис      | «Сокольнический» КЛ |             | 4               |      |
| Лаш, Владимир       | «Унион»             |             | 4               | 1    |
| Романов, Михаил     | «Замоскворецкий» КС |             | 5               |      |
|                     |                     |             |                 |      |
| Денисов, Николай    | КФ «Сокольники»     |             | 6               | 1    |
| Петров, Александр   | КФ «Сокольники»     |             | 4               | 2    |
| Никитин, Николай    | «Замоскворецкий» КС | 20'         | 4               | 1    |
| Троицкий, Алексей   | «Унион»             |             | 4               | 2    |
| Романов, Сергей     | «Замоскворецкий» КС |             | 7               | 1    |
| Замена              |                     |             |                 |      |
| Житарев, Василий    | «Замоскворецкий» КС | 20'         | 11              | 5    |

| «Хольштайн» Киль |                 |
| ---------------- | --------------- |
| Ад.Вернер        |                 |
|                  |                 |
| Хомайстер        |                 |
| Крогманн         |                 |
|                  |                 |
| Фик              |                 |
| Ауг.Вернер       |                 |
| Тим              |                 |
|                  |                 |
| Бёрк             |                 |
| Д.Биндер         | Гол             |
| Цинке            | Гол · Гол · Гол |
| Э.Мёллер         | Гол · Гол · Гол |
| Денинг           |                 |

|  |  |  |

### 30. Москва — «Хельсингборг» — 1:8
Матч футбольного турнира Балтийских игр 1914 — международный матч 16 (отчет )

| Москва        | 1:8 | «Хельсингборг»                                                          |
| ------------- | --- | ----------------------------------------------------------------------- |
| - Житарев 30′ |     | - 33′ 44′ 45′ (пен.) 1:5′ 1:7′ О.Мальм - ~35′ Стрём - 1:6′ 66′ Хурндаль |

| Игрок               | Клуб                |     | Вышел на замену | Гол   |
| ------------------- | ------------------- | --- | --------------- | ----- |
| Мартынов, Александр | «Новогиреево»       | х 8 | 5               | (-17) |
|                     |                     |     |                 |       |
| Романов, Михаил     | «Замоскворецкий» КС |     | 6               |       |
| Воронцов, Иван      | «Новогиреево»       |     | 9               |       |
|                     |                     |     |                 |       |
| Попович, Борис      | «Сокольнический» КЛ |     | 5               |       |
| Лаш, Владимир       | «Унион»             |     | 5               | 1     |
| Россиус, Павел      | «Замоскворецкий» КС |     | 1               |       |
|                     |                     |     |                 |       |
| Денисов, Николай    | КФ «Сокольники»     |     | 7               | 1     |
| Кротов, Александр   | КС «Орехово»        |     | 2               |       |
| Троицкий, Алексей   | «Унион»             |     | 5               | 2     |
| Житарев, Василий    | «Замоскворецкий» КС | Гол | 12              | 6     |
| Романов, Сергей     | «Замоскворецкий» КС |     | 8               | 1     |

| «Хельсингборг» |                             |
| -------------- | --------------------------- |
| К.Нильссон     |                             |
|                |                             |
| Ф.Петтерссон   |                             |
| О.Ульссон      |                             |
|                |                             |
| С.Перссон      |                             |
| Э.Сандберг     |                             |
| А.Юханссон     |                             |
|                |                             |
| Г.Бенгтссон    |                             |
| Стрём          | Гол                         |
| О.Мальм        | Гол · Гол · Гол · Гол · Гол |
| Хурндаль       | Гол · Гол                   |
| Т.Петтерссон   |                             |

|  |  |

### 31. Москва[16]— Швеция — 2:2
Международный товарищеский матч 17 (отчет )

| Москва            | 2:2 | Швеция                         |
| ----------------- | --- | ------------------------------ |
| - Житарев 62′ 71′ |     | - 70′ Виксель - 87′ И.Свенссон |

| Игрок               | Клуб                |                                 | Вышел на замену | Гол   |
| ------------------- | ------------------- | ------------------------------- | --------------- | ----- |
| Мартынов, Александр | «Новогиреево»       | Серебряный гол · Серебряный гол | 6               | (-19) |
|                     |                     |                                 |                 |       |
| Коротков, Николай   | «Унион»             |                                 | 2               |       |
| Воронцов, Иван      | «Новогиреево»       |                                 | 10              |       |
|                     |                     |                                 |                 |       |
| Филиппов, Александр | КФ «Сокольники»     |                                 | 6               | 4     |
| Лаш, Владимир       | «Унион»             |                                 | 6               | 1     |
| Романов, Михаил     | «Замоскворецкий» КС |                                 | 7               |       |
|                     |                     |                                 |                 |       |
| Денисов, Николай    | КФ «Сокольники»     |                                 | 8               | 1     |
| Петров, Александр   | КФ «Сокольники»     |                                 | 5               | 2     |
| Троицкий, Алексей   | «Унион»             |                                 | 6               | 2     |
| Житарев, Василий    | «Замоскворецкий» КС | Гол · Гол                       | 13              | 8     |
| Романов, Сергей     | «Замоскворецкий» КС |                                 | 9               | 1     |

| Швеция       |     |
| ------------ | --- |
| Хультерстрём |     |
|              |     |
| Т.Мальм      |     |
| Баклунд      |     |
|              |     |
| Виксель      | Гол |
| К.Нильссон   |     |
| Экберг       |     |
|              |     |
| Р.Бергстрём  |     |
| И.Свенссон   | Гол |
| К.Густафссон |     |
| Седерберг    |     |
| Карлстранд   |     |

### 32. Москва — АИК Сольна — 0:7
Международный товарищеский матч 18 (отчет )

| Москва | 0:7 | АИК Сольна                                                                  |
| ------ | --- | --------------------------------------------------------------------------- |
|        |     | - 9′ Ансен - 30′ (пен.) 35′ 85′ Экрот - 49′ 69′ И.Свенссон - 74′ Гуннарссон |

| Игрок               | Клуб                |     | Вышел на замену | Гол   |
| ------------------- | ------------------- | --- | --------------- | ----- |
| Мартынов, Александр | «Новогиреево»       | х 7 | 7               | (-26) |
|                     |                     |     |                 |       |
| Коротков, Николай   | «Унион»             |     | 3               |       |
| Воронцов, Иван      | «Новогиреево»       |     | 11              |       |
|                     |                     |     |                 |       |
| Филиппов, Александр | КФ «Сокольники»     |     | 7               | 4     |
| Лаш, Владимир       | «Унион»             |     | 7               | 1     |
| Романов, Михаил     | «Замоскворецкий» КС |     | 8               |       |
|                     |                     |     |                 |       |
| Денисов, Николай    | КФ «Сокольники»     |     | 9               | 1     |
| Петров, Александр   | КФ «Сокольники»     |     | 6               | 2     |
| Троицкий, Алексей   | «Унион»             |     | 7               | 2     |
| Житарев, Василий    | «Замоскворецкий» КС |     | 14              | 8     |
| Романов, Сергей     | «Замоскворецкий» КС |     | 10              | 1     |

| АИК Сольна   |                 |
| ------------ | --------------- |
| Хультерстрём |                 |
|              |                 |
| Т.Мальм      |                 |
| Рунеборг     |                 |
|              |                 |
| К.Берг       |                 |
| К.Нильссон   |                 |
| Спонгберг    |                 |
|              |                 |
| Линдстрём    |                 |
| Гуннарсон    | Гол             |
| И.Свенссон   | Гол · Гол       |
| Экрот        | Гол · Гол · Гол |
| Ансен        | Гол             |

### 33. Москва — Норвегия — 1:2
Международный товарищеский матч 19 (отчет )

| Москва        | 1:2 | Норвегия                        |
| ------------- | --- | ------------------------------- |
| - Житарев 20′ |     | - 65′ Трендаль - 80′ Р.Мортманн |

| Игрок               | Клуб                |                                 | Вышел на замену | Гол   |
| ------------------- | ------------------- | ------------------------------- | --------------- | ----- |
| Мартынов, Александр | «Новогиреево»       | Серебряный гол · Серебряный гол | 8               | (-28) |
|                     |                     |                                 |                 |       |
| Коротков, Николай   | «Унион»             |                                 | 4               |       |
| Воронцов, Иван      | «Новогиреево»       |                                 | 12              |       |
|                     |                     |                                 |                 |       |
| Попович, Борис      | «Сокольнический» КЛ |                                 | 6               |       |
| Россиус, Павел      | «Замоскворецкий» КС |                                 | 2               |       |
| Филиппов, Александр | КФ «Сокольники»     |                                 | 8               | 4     |
|                     |                     |                                 |                 |       |
| Денисов, Николай    | КФ «Сокольники»     |                                 | 10              | 1     |
| Петров, Александр   | КФ «Сокольники»     |                                 | 7               | 2     |
| Кротов, Александр   | КС «Орехово»        |                                 | 3               |       |
| Житарев, Василий    | «Замоскворецкий» КС | Гол                             | 15              | 9     |
| Лаш, Владимир       | «Унион»             |                                 | 8               | 1     |

| Норвегия    |     |
| ----------- | --- |
| И.Педерсен  |     |
|             |     |
| Эулье       |     |
| Сков        |     |
|             |     |
| Смедвик     |     |
| Херлофсон   |     |
| Г.Андерсен  |     |
|             |     |
| Э.Хансен    |     |
| Энгебретсен |     |
| Тредаль     | Гол |
| Р.Мортманн  | Гол |
| Э.Мортманн  |     |

### 34. Москва[19]— Норвегия — 1:1
Международный товарищеский матч 20 (отчет )

| Москва      | 1:1 | Норвегия         |
| ----------- | --- | ---------------- |
| - Кротов 5′ |     | - 44′ Р.Мортманн |

| Игрок               | Клуб                |                | Вышел на замену | Гол   |
| ------------------- | ------------------- | -------------- | --------------- | ----- |
| Мартынов, Александр | «Новогиреево»       | Серебряный гол | 9               | (-29) |
|                     |                     |                |                 |       |
| Тяпкин, Аркадий     | «Сокольнический» КЛ |                | 4               |       |
| Воронцов, Иван      | «Новогиреево»       |                | 13              |       |
|                     |                     |                |                 |       |
| Попович, Борис      | «Сокольнический» КЛ |                | 7               |       |
| Лаш, Владимир       | «Унион»             | 75'            | 9               | 1     |
| Романов, Михаил     | «Замоскворецкий» КС |                | 9               |       |
|                     |                     |                |                 |       |
| Денисов, Николай    | КФ «Сокольники»     |                | 11              | 1     |
| Кротов, Александр   | КС «Орехово»        | Гол            | 4               | 1     |
| Троицкий, Алексей   | «Унион»             |                | 8               | 2     |
| Житарев, Василий    | «Замоскворецкий» КС |                | 16              | 9     |
| Романов, Сергей     | «Замоскворецкий» КС |                | 11              | 1     |

| Норвегия    |              |
| ----------- | ------------ |
| И.Педерсен  |              |
|             |              |
| Эулье       |              |
| Сков        |              |
|             |              |
| Смедвик     |              |
| Херлофсон   |              |
| Г.Андерсен  |              |
|             |              |
| Э.Хансен    |              |
| Энгебретсен |              |
| Тредаль     | с 46' по 90' |
| Р.Мортманн  | Гол          |
| Э.Мортманн  |              |

### 35. Москва — Рига — 5:0
Матч футбольного турнира II Всероссийской олимпиады — междугородний матч 10 (отчет )

| Москва                                           | 5:0 | Рига |
| ------------------------------------------------ | --- | ---- |
| - Житарев 3′ - Петров 7′ 9′ 59′ - А.Троицкий 20′ |     |      |

| Игрок               | Клуб                |                 | Вышел на замену | Гол   |
| ------------------- | ------------------- | --------------- | --------------- | ----- |
| Мартынов, Александр | «Новогиреево»       |                 | 10              | (-29) |
|                     |                     |                 |                 |       |
| Тяпкин, Аркадий     | «Сокольнический» КЛ |                 | 5               |       |
| Воронцов, Иван      | «Новогиреево»       |                 | 14              |       |
|                     |                     |                 |                 |       |
| Попович, Борис      | «Сокольнический» КЛ |                 | 8               |       |
| Лаш, Владимир       | «Унион»             |                 | 10              | 1     |
| Романов, Михаил     | «Замоскворецкий» КС |                 | 10              |       |
|                     |                     |                 |                 |       |
| Денисов, Николай    | КФ «Сокольники»     |                 | 12              | 1     |
| Петров, Александр   | КФ «Сокольники»     | Гол · Гол · Гол | 8               | 5     |
| Троицкий, Алексей   | «Унион»             | Гол             | 9               | 3     |
| Житарев, Василий    | «Замоскворецкий» КС | Гол             | 17              | 10    |
| Романов, Сергей     | «Замоскворецкий» КС |                 | 12              | 1     |

| Рига     |  |
| -------- |  |
| Граупнер |  |
|          |  |
| Штраух   |  |
| Кауке    |  |
|          |  |
| Бобков   |  |
| Тейле    |  |
| Аул      |  |
|          |  |
| Плаутц   |  |
| Струнгс  |  |
| Пильп    |  |
| Сайтинг  |  |
| Бузаров  |  |

### 36. Москва — Ревель — 5:2
Матч футбольного турнира II Всероссийской олимпиады — междугородний матч 11 (отчет )

| Москва                                                                             | 5:2 (от) | Ревель                     |
| ---------------------------------------------------------------------------------- | -------- | -------------------------- |
| - Житарев 1′ 114′ - М.Романов 10′ - А.Троицкий 73' (пен.) 98′ - Тяпкин 102′ (пен.) |          | - 55′ А.Кульман - 85′ Лорд |

| Игрок               | Клуб                |           | Вышел на замену | Гол   |
| ------------------- | ------------------- | --------- | --------------- | ----- |
| Мартынов, Александр | «Новогиреево»       |           | 11              | (-31) |
|                     |                     |           |                 |       |
| Тяпкин, Аркадий     | «Сокольнический» КЛ | Гол       | 6               | 1     |
| Воронцов, Иван      | «Новогиреево»       |           | 15              |       |
|                     |                     |           |                 |       |
| Попович, Борис      | «Сокольнический» КЛ |           | 9               |       |
| Лаш, Владимир       | «Унион»             |           | 11              | 1     |
| Романов, Михаил     | «Замоскворецкий» КС | Гол       | 11              | 1     |
|                     |                     |           |                 |       |
| Денисов, Николай    | КФ «Сокольники»     |           | 13              | 1     |
| Петров, Александр   | КФ «Сокольники»     |           | 9               | 5     |
| Троицкий, Алексей   | «Унион»             | Гол       | 10              | 4     |
| Житарев, Василий    | «Замоскворецкий» КС | Гол · Гол | 18              | 12    |
| Романов, Сергей     | «Замоскворецкий» КС |           | 13              | 1     |

| Ревель    |     |
| --------- | --- |
| Охака     |     |
|           |     |
| Лунк      |     |
| О.Сильбер |     |
|           |     |
| Рейнакс   |     |
| А.Кульман | Гол |
| А.Сильбер |     |
|           |     |
| Йоепере   |     |
| Лорд      | Гол |
| Саулел    |     |
| Сельг     |     |
| Рауп      |     |

|  |

## Неофициальные матчи
1. Тренировочный матч
| Москва          | 1:3 | Москва (II)       |
| --------------- | --- | ----------------- |
| - Голубков 1:0′ |     | - 1:3′ А.Троицкий |

| Москва: А.Мартынов («Новогиреево») – Т.Джонс (БКС), Воронцов («Новогиреево») – А.Акимов (КСО), В.Чарнок (КСО), А.Степанов (КСО) – Голубков (КСО), К. Макдональд (КСО), Жуков (СКЛ), Житарев (ЗКС), С.Романов (ЗКС) Москва: Свифт (СКЛ) – Тяпкин (СКЛ), Н. Савостьянов (КФС) – М.Романов (ЗКС), Воздвиженский (ЗКС), Попович (СКЛ) – Денисов (КФС), А.Петров (КФС), Н.Никитин (ЗКС), А.Троицкий («Унион»), П.Золкин («Новогиреево») |

2. Тренировочный матч
| Москва                               | 3:1 | Москва (II) |
| ------------------------------------ | --- | ----------- |
| - Кротов - Голубков - Житарев (пен.) |     | - А.Петров  |

| Москва: А.Мартынов («Новогиреево») – Т.Джонс (БКС), Воронцов («Новогиреево») – А.Акимов (КСО), В.Чарнок (КСО), Воздвиженский (ЗКС) – Голубков (КСО), Кротов (КСО), Н.Никитин (ЗКС), Житарев (ЗКС), С.Романов (ЗКС) Москва: Свифт (СКЛ) – Тяпкин (СКЛ), Н. Савостьянов (КФС) – М.Романов (ЗКС), В. Лаш («Унион»), Попович (СКЛ) – Денисов (КФС), Парусников (КФС), Мартынов (ЗКС), Жуков (СКЛ), А. Петров (КФС) |

3. Матч студенческой сборной с «Оксфорд Юниверсити»
| Москва | 0:7 | «Оксфорд Юниверсити» |
| ------ | --- | -------------------- |
|        |     | - Бетман             |

| Москва: Д.Матрин – Тяпкин, Мигунов – А.Филиппов, В.Лаш, Воздвиженский – Н.Ермаков, А.Петров, Манин, П.Соколов, Л.Золкин «Оксфорд Юниверсити»: В.Уильямс - Т.Дэвис, Х.Харрис - Гоппер, Ферро, Барро - Бетман, Брилл, С.Смит, Г.Инс, Локтон |

4. Матч в пользу раненых
| Москва (класс «А») | 3:3 | Москва (класс «Б»)                 |
| ------------------ | --- | ---------------------------------- |
| - Житарев          |     | - Дудеров - Л.Смирнов - Н.Троицкий |

| Москва: Д.Матрин – Н.Коротков, Воронцов – М.Романов, Шеллей, Попович – С. Романов, Житарев, А.Филиппов, Мигунов, Денисов Москва: Дудеров-II (ИКС) – Гладкий («Унион»), Леонтьев (ЧШКС) – В.Матрин («Унион»), Дудеров-I (ИКС), Дельцов (ЧШКС) – М.Смирнов («Унион»), Л.Смирнов («Унион»), А.Троицкий («Унион»), Н.Троицкий («Унион»), С.Троицкий («Унион») |

5. Матч в пользу раненых
| Москва (русская)      | 3:3 | Москва (английская) |
| --------------------- | --- | ------------------- |
| - Житарев - С.Романов |     |                     |

| Москва: А. Мартынов – Тяпкин, Воронцов – М.Романов, В.Лаш, Попович – С.Романов, Житарев, А.Филиппов, А.Троицкий, Денисов Москва: Томас – Эйдж, Паркер – Р.Казалет, В.Чарнок, Г.Ньюман – Ланн, МкДональд, Мей, Т.Джонс, Хилл |

6. Товарищеский матч
| Москва                                              | 7:1 | Орехово-Зуево |
| --------------------------------------------------- | --- | ------------- |
| - Житарев - В.Мишин (авт.) - А.Троицкий - Л.Смирнов |     |               |

| Москва: А.Мартынов – Н.Коротков, Воронцов – М.Романов, В.Лаш, А.Филиппов – С.Романов, Житарев, Л.Смирнов, А.Троицкий, Денисов |

7. Товарищеский матч
| Москва | 2:2 | Орехово-Зуево |
| ------ | --- | ------------- |
|        |     |               |

| Москва: А.Мартынов – Н.Коротков, Воронцов – М.Романов, В.Лаш, Морозов – Ермаков, Л.Смирнов, А.Троицкий, Н.Троицкий, С.Троицкий |

8. Традиционный матч «чемпион - сборная турнира» Чемпионата Москвы 1914 года
| Москва | 2:3 | «Замоскворецкий» КС |
| ------ | --- | ------------------- |
|        |     |                     |